# Jean-Paul Léon
Jean-Paul Léon, né en 1955, est un artiste-peintre, sculpteur et écrivain franco-espagnol, connu pour son œuvre Trois Cultures, qui regroupe trois collections d'art sur les religions de la Méditerranée, appelant à la compréhension et au dialogue entre les peuples des trois cultures abrahamiques.
Son livre Héritage, préfacé par le ministre français de la Culture et de l'Éducation Jack Lang, recommandé par Lizzie Boubli, conservateur du Musée du Louvre, avec un texte de Pierre Cornette de Saint-Cyr, parmi d'autres critiques d'art, rassemble l'ensemble des œuvres de la première collection de la trilogie.

## Biographie

### Premières années
Jean-Paul Léon a grandi entre la France et l'Espagne et a étudié les classiques, le grec et le latin en Angleterre. À 7 ans et demi, il rencontre Picasso, un camarade de son grand-père. Le fait de connaître ce grand personnage et de visiter son atelier a eu une grande incidence sur sa vie.
À 11 ans, Léon remporte son premier prix de littérature lors d'un concours national parrainé par Coca-Cola.

### Écrivain
À 16 ans, Jean Paul Leon publie son premier article de presse dans El Norte de Castilla, sous les auspices de l'écrivain lauréat Miguel Delibes il deviendra, quelques années plus tard, un chroniqueur régulier de ce journal. À 19 ans, il commence à écrire pour le magazine Triunfo où il publie des interviews avec des auteurs-compositeurs folkloriques tels que John Martyn, Sandy Denny, Nick Drake, parmi d'autres. Sa dernière publication est Jugement, un livre publié par Grafein à Barcelone en avril 2015 au profit de Médecins sans frontières.

### Artiste Peintre
À l'âge de 18 ans, Jean-Paul Léon commence une série d'expositions d'art organisées par Chantal Hinaut de l'Alliance française.
À 23 ans, il s'était déjà marié et avait déménagé à New York lors de la première exposition de ses dessins, il avait été sélectionné comme « jeune artiste le plus prometteur » de la Washington Square Park Outdoor Art Exhibit.
À 24 ans, il présente son premier one-man-show sur Madison Avenue à New York, à la Barbara Walter’s Gallery. La journaliste et critique d'art Julia Sáez Angulo a intitulé son reportage pour la publication ArtesHoy, Jean Paul Léon : l'Amérique cherche le nouveau génie de la peinture. À partir de 1979, il a continué à exposer à N.Y. jusqu'aux années 1990, où il s'installe à Hollywood. En 2003, après 12 ans à Los Angeles, il rentre à Paris, où il commence à exposer de nouveau tout en continuant à travailler sur le sujet qui l'intéressait auparavant : la contribution des figures phares à la culture universelle. À l'abri de la lumière est sa première exposition à Paris depuis son retour.
En 2006, son œuvre, qui couvrait alors 30 ans de travail sur la Menorah à la fois fil conducteur et symbole de la lumière, est rassemblé dans le livre d'art Héritage, présenté par le ministre français de la Culture et de l'Éducation Jack Lang et recommandé par le conservateur du musée du Louvre Mme Boubli. Le livre Héritage, qui rassemble les peintures et les textes de l'artiste en trois langues, est édité par Michael Neugebauer, publié par MinEdition France et parrainé par la Mission culturelle de la Fondation pour la Mémoire de la Shoah, Paris, présidée par la ministre française Simone Veil, survivante de Bergen-Belsen et première femme présidente du Parlement européen. Richard Covington, journaliste du Smithsonian, New York Times et International Herald Tribune a décrit le travail de Jean-Paul Léon dans les termes suivants : « Il existe une énergie incandescente qui récompense le spectateur avec des révélations inattendues qui maintiennent l'œil et le cerveau en alerte et en vie ».
En 2005-2006, l'exposition de cette collection présentée par le Musée juif de Belgique à la cathédrale Saints-Michel-et-Gudule sous le titre Menorah à la cathédrale, parrainée par la duchesse Esther Kervyn, à l'invitation du  cardinal Godfried Danneels, traitait de la douleur et du désaccord entre les communautés chrétiennes et hébraïques. L'exposition a donné lieu à une rencontre historique entre les deux communautés reflétée dans le journal flamand De Standaard. L'exposition a été inaugurée par l'archevêque de Bruxelles Mgr Jozef De Kesel. S'adressant au public, au baron Georges Schnek, président à l'époque du Consistoire et du musée, à Albert Guigui, grand rabbin de la Grande synagogue de Bruxelles, De Kesel a présenté ses excuses pour les crimes perpétrés contre les Juifs en mai 1370 et commémorés dans les vitraux de la cathédrale de Bruxelles, comme dans beaucoup d'autres en Belgique ; événement connu comme « le massacre de Bruxelles ». Cette étape a marqué les premières étapes de la compilation de l'œuvre de l'artiste, qui a ensuite été réunie sous le titre Trois Cultures.
Pendant cette période, alors que se déroulaient des expositions dans des musées et des galeries ainsi que des conférences, Jean Paul Léon a commencé à travailler sur une nouvelle collection :  INRI Ieusus Nazarenus Rex Iudeurum (huile sur panneaux de bois incrustés dans de grandes croix), 33 portraits incisifs qui abordent la figure du Christ et ses nombreux aspects psycho-sociologiques au fil de l'évolution de son mythe au cours des 2000 dernières années, comme décrit par Dr Clare McAndrews, spécialiste en économie des arts, dans son article intitulé Jean Paul Leon : portrait de l'artiste. Dans le prologue du livre I.N.R.I. de Jean Paul Leon, le célèbre écrivain britannique Philip Pullman, auteur de The Dark Materials & The good man Jesus and the scoundrel Christ, observe : « Ces peintures représentent une formidable tentative d'aborder l'atavisme de l'homme le plus étrange et le plus énigmatique de tous les temps ».
En 2007, Jean-Paul Léon accepte l'invitation à se rendre en Irlande qu´il a reçue de la rédactrice en chef Noelle Campbell-Sharp fondatrice de la résidence d'artiste Cill Rialaig Arts Centre, En 2008, il installe son studio à Dublin où il crée Ulysses, Fate & Destiny, une collection d'art illustrant les 18 chapitres d'Ulysse (roman) de James Joyce  alors qu'il explore le sujet de Léopold Bloom en tant qu'exemple du Juif errant et Ulysse d'Homère's  en tant que symbole du héros par antonomasie qui fait face au danger de mort à chaque tournant du chemin du retour chez-lui, vers son royaume, vers son Ithaque.
Après avoir terminé Ulysse, Destin ou Fatalité à Dublin, Jean-Paul Léon s'installe à Berlin, où il crée le mémorial à la Shoah Quand la mort devient une industrie, projet finaliste sélectionné parmi plus de huit cents inscriptions au concours, une Mention d'Honneur lui a été attribuée par un jury présidé par Daniel Libeskind. À Berlin, Léon concentre son énergie sur une collection imminente : Reflets de l'Islam, une œuvre qu'il a commencée en 1978 lorsque, au cours de sa lune de miel au Sahara, il a reçu une copie du Coran d’un autre voyageur. Cette œuvre a été reprise en 1991 à la suite de l’invasion du Koweït, dans un autre désert, le Désert de Sonora, Arizona, où l’essentiel de l’œuvre a été créé avec des objets et des miroirs en 3D qui reflètent le spectateur et l’incorporent à l’art, projetant des images extérieures et des reflets intérieurs. Le travail qui en résulte est « basé sur la lecture du Coran, sur la contemplation, sur le mirage du désert, sur l'oasis, sur le sable, sur le vent, sur l'amour de la calligraphie, sur le charme de L'Alhambra (Grenade) avec sa tendance particulière à voyager avec moi, non seulement dans l'arabesque et dans le filigrane du temps, mais dans les limites les plus ogival de l'imagination ».
Les trois collections : Héritage Hébre, INRI et Reflets de l'Islam forment E.T.C. Espace Trois Cultures, un projet soutenu par le maire de Tolède. Trois Cultures est le résultat du dévouement de toute une vie et de sa conviction la plus profonde que « dans ces trois religions, même si on commence à chercher le Maggid - entendre la voix de Dieu - inexorablement, on finit par rencontrer l’homme qui, au pluriel, devient masse et au singulier, se dilue dans des solitudes » (Ong Namo Guru Dev Namo). Dans sa présentation de l'artiste, le célèbre commissaire-prisseur de la ville de Paris, Maître Pierre Cornette de St-Cyr, président de l'Association du Palais de Tokyo, écrit : « ... Nous sommes soumis à une violence imbécile, comme toutes les violences... Mais la lumière de l’art, comme nous le montre Jean Paul Léon, va nous guider vers l’intelligence ».